# Детелін Далаклієв
Детелі́н Стефа́нов Далаклі́єв (болг. Детелин Стефанов Далаклиев; нар. 19 лютого 1983, Плевен) — болгарський боксер, чемпіон світу, призер чемпіонатів світу та Європи.

## Спортивна кар'єра
В 19 років він взяв участь в чемпіонаті світу 2003:
- В 1/16 переміг Алі Аллаба (Франція) — 25-7
- В 1/8 пройшов Талайбека Кадиралієва (Киргизстан)
- В 1/4 переміг Тангтонга Клонгіана (Таїланд) — 23-20
- В півфіналі програв Агасі Мемедову (Азербайджан) — 15-21 і отримав бронзову медаль.

На чемпіонаті Європи 2004:
- В 1/8 переміг Ніколая Зайцева (Естонія)
- В 1/4 переміг Максима Третяка (Україна) — 31-28
- В півфіналі програв Геннадію Ковальову (Росія) — 18-38 і отримав бронзову медаль.

На Олімпійських іграх 2004 в категорії до 54 кг Далаклієв в першому бою переміг Абеля Афераліна (Ефіопія), а в другому вдруге програв Агасі Мемедову — 16-35.
На чемпіонаті світу 2005 програв в першому бою Гері Расселу (США) — 21-25.
На чемпіонаті Європи 2006:
- В 1/16 переміг Хаважи Хацигова (Білорусь) — 24-13
- В 1/8 переміг Алі Аллаба (Франція) — 46-43
- В 1/4 переміг Джозефа Мюррея (Англія) — 34-18
- В півфіналі переміг Мірсада Ахметі (Хорватія)
- В фіналі програв Алі Алієву (Росія) — 24-36 і отримав срібну медаль.

На відбірковому до Олімпійських ігор 2008 чемпіонаті світу 2007 Далаклієв в першому ж бою програв Алі Аллабу — 21-31.
На чемпіонаті Європи 2008:
- В 1/8 переміг Денніса Кейлана (Данія) — 4-2
- В 1/4 переміг Мартіна Парлагі (Словаччина) — 4-0
- В півфіналі переміг Ендрю Селбі (Уельс) — 7-0
- В фіналі програв Люку Кемпбеллу (Англія) — 5-5(+) і отримав срібну медаль.

На чемпіонаті світу 2009:
- В 1/32 переміг Трен Куос Вієта (В'єтнам) — 8-0
- В 1/16 переміг Ендрю Селбі — 3-0
- В 1/8 переміг Мехмеда Топсакана (Туреччина) — 7-1
- В 1/4 переміг Тулашбоя Донійорова (Узбекистан) — 3-1
- В півфіналі переміг Янк'єля Леона (Куба) — 5-0
- В фіналі переміг Едуарда Абзалімова (Росія) — 5-3

2010 року Далаклієв на чемпіонаті Європи програв в першому бою Фуркану Меміш (Туреччина), після чого піднявся в нову олімпійську категорію до 56 кг.
На чемпіонаті Європи 2011 переміг Рахіма Наяфова (Азербайджан), Денніса Кейлана, а в 1/4 програв В'ячеславу Гожан (Молдова).
На Олімпійських іграх 2012 переміг Аябонга Соньїка (ПАР) і Ібрагіма Балла (Австралія), але в 1/4 програв майбутньому чемпіону Люку Кемпбеллу — 15-16.
2013 року перейшов до категорії до 60 кг, але на чемпіонаті Європи програв в першому бою і завершив спортивну кар'єру.